# Толстой, Иван Иванович (государственный деятель)
Граф Ива́н Ива́нович Толсто́й (1858—1916) — русский государственный деятель, археолог, нумизмат, гофмейстер Двора Его Императорского Величества (06.05.1898). Министр народного просвещения Российской империи (1905—1906), санкт-петербургский (петроградский) городской голова (1912—1916). С 1893 года был вице-президентом Академии художеств. С 1911 года председатель Российского общества нумизматов. Являлся председателем Российского общества по изучению еврейской жизни. Брат искусствоведа Д. И. Толстого, отец академика И. И. Толстого.

## Происхождение, образование и служба
Родился 18 (30) мая 1858 года в Луге Санкт-Петербургской губернии. Сын министра почт и телеграфов графа Ивана Матвеевича Толстого. Был крещён 4 июня 1858 года в Царскосельской придворной церкви при восприемстве брата Матвея Толстого и тетки Екатерины Матвеевны Толстой.
Окончил Санкт-Петербургскую 3-ю гимназию (1876) и юридический факультет Императорского Санкт-Петербургского университета (1880). С 1881 года служил по ведомству Министерства внутренних дел, занимался организацией переселенчества.
С 1886 года был членом Императорской археологической комиссии. В 1889 году был назначен конференц-секретарём Императорской Академии художеств, а в 1893 году — её вице-президентом. Принимал деятельное участие в составлении нового устава Академии и в коренном преобразовании её. Способствовал основанию и устройству Русского музея в Петербурге. С 1885 по 1890 г. был секретарем Императорского Русского археологического общества, а с 1899 г. состоял помощником председателя этого общества. С 1900 г. состоял председателем Русского общества печатного дела; с 1905 года — почётный член Академии художеств.
Гофмейстер с 1898 года, почётный член Петербургской академии наук с 1897 года.
Женился 15 апреля 1892 года на дочери купца Людмиле Платоновне Грачёвой.

## На посту министра народного просвещения

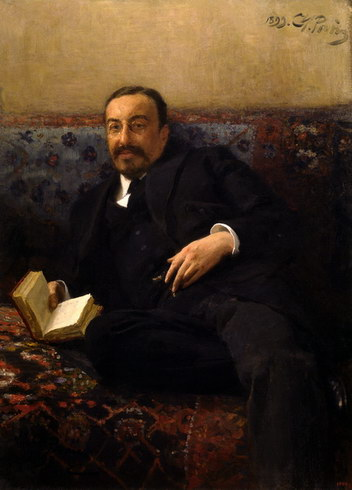
Портрет работы И. Репина (1899)

С ноября 1905 по апрель 1906 года занимал должность министра народного просвещения.
Вступив в управление министерством, он полагал предоставить широкую свободу общественной и частной инициативе в деле среднего образования. По вопросу о типах и учебных планах средней школы министерство заявляло, что оно будет отстаивать принцип их эластичности и подвижности, отнюдь не стремясь к их подробной регламентации; для каждого типа предполагалось установить лишь общий минимальный уровень образования. Для нерусского населения имелось в виду предоставить право преподавать на родном языке учащихся все предметы, кроме русского языка и литературы, истории России и географии России, с тем, однако, условием, что в таких школах ни учащие, ни учащиеся никакими правами не должны пользоваться. Для упорядочения школьной жизни Толстой предпринял следующие меры:
1. расширил компетенцию педагогических советов, предоставив им право отступать, с разрешения попечителя учебного округа, от действующих правил для учеников, правил об испытаниях, инструкций для классных наставников и т. п., а равно и право по своему усмотрению составлять ученические библиотеки;
2. ввёл в состав педагогических советов, с правом решающего голоса, уездного предводителя дворянства, председателя уездной управы и городского голову или их заместителей;
3. разрешил образовать при каждом учебном заведении родительские совещания и родительские комитеты, с предоставлением их председателям прав почётных попечителей.

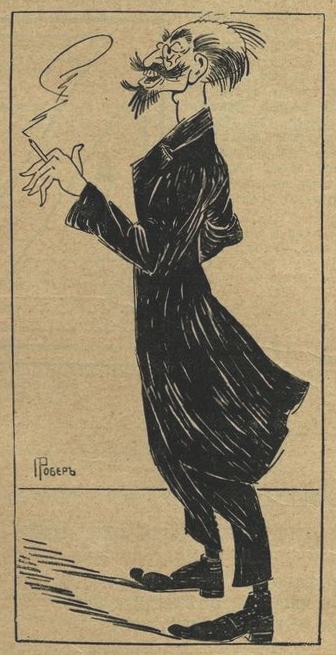
Петербургский «лорд-мэр», граф И. И. Толстой. Шарж Поля Робера

В целях успокоения школы было разрешено временно освобождать нервно возбуждённых учеников от посещения классов; ради охранения учащихся от уличной толпы отменена обязательность верхней форменной одежды. Вследствие происходивших во многих местах перерывов в занятиях педагогическим советам предоставлено ходатайствовать о продлении учебного года за счёт каникулярного времени и производить поверочные испытания из пройденного в течение учебного года. Отменено распоряжение о представлении выписок из кондуитов при прошениях о зачислении в студенты. Экстернам разрешено самим избирать учебное заведение, при котором они желали бы держать окончательные испытания. Из числа обязательных для экзаменов зрелости предметов с весны 1906 года исключён греческий язык в тех учебных заведениях, где он преподавался в качестве необязательного предмета. Окончившим курс гимназий или реальных училищ, желающим повысить свои отметки для поступления в высшие специальные учебные заведения, приём в которые производился по конкурсу аттестатов, разрешено подвергаться повторным испытаниям по всем, но не по отдельным предметам курса. На основании Высочайшего повеления от 18 марта 1906 года окончившим курс реальных училищ разрешено поступать в университет по выдержании экзамена только по латинскому языку.
В 1905 году Толстой, являясь министром народного просвещения, возбудил в Совете министров вопрос об отмене ограничений для евреев при поступлении их в высшие учебные заведения. В докладной записке он указал, что эти ограничения установлены не законодательным путём, a циркулярами, и заявил ο необходимости их отменить. Это предложение было принято большинством голосов (10 против 3), однако высшей санкции не последовало. Тем не менее, определив, что ограничения последовали не в силу законодательного акта, Толстой допустил значительные облегчения при поступлении евреев в высшие учебные заведения (его примеру последовал и его преемник Пётр Кауфман). В 1907 году Толстой совместно с Юлием Гессеном выпустил книгу «Факты и мысли. Еврейский вопрос в России», в которой доказывал, что ограничительное законодательство ο евреях не соответствует интересам государства. Уже после смерти Толстого, в 1917 году, была напечатана другая его книга, посвящённая еврейскому вопросу, «Антисемитизм в России и другие статьи по еврейскому вопросу».

## 1910-е годы
Активно занимался общественной деятельностью. В 1912 году потерпел неудачу на выборах в Государственную думу, вскоре избран в Петербургскую городскую думу, стал городским головой Петербурга. Был председателем Российского общества по изучению еврейской жизни.
В январе 1916 года подал в отставку по состоянию здоровья, умер 20 мая (2 июня)  1916 года в имении графини Паниной в Гаспре. Похоронен на Никольском кладбище Александро-Невской лавры в Петрограде.
В честь И. И. Толстого назван мыс (мыс Толстого, Карское море, Новая Земля, обследован в 1901 году участниками экспедиции художника А. А. Борисова, тогда же было присвоено название мысу) и река (река Толстого, Карское море, Новая Земля, залив Медвежий, название присвоено в 1901 г. участниками экспедиции художника А. А. Борисова).

## Дневник и воспоминания
И. И. Толстой оставил воспоминания и дневник с яркими характеристиками императорских сановников и общественных деятелей, художников и учёных, с которыми Толстой близко общался или дружил.
Записи относятся к последним десяти годам его жизни — он вёл дневник почти до самой кончины. По общему направлению его дневниковые записи близки к знаменитым мемуарам С. Ю. Витте и свидетельствуют о прогрессивных взглядах Толстого на многие стороны современной ему действительности.

## Труды

### Книги по нумизматике
- Древнейшие русские монеты вел. княжества Киевского. — СПб., 1882;
- Русская допетровская нумизматика. Вып. I. — Монеты великого Новгорода. — СПб., 1884; вып. II. — Монеты Псковские. — СПб., 1886;
- Der Münzfund von Njeschin // Zeitschrift für Numismatik. — Bd. Χ. — Berlin, 1883;
- Знамя первых наших христианских великих князей // Труды VI археол. съезда в Одессе. 1884. — Т. I. — Одесса, 1887;
- Случай применения византийской сфрагистики к вопросу по русской нумизматике // Труды VII археологического съезда в Ярославле. 1887. — Т. II. — M., 1891;
- О византийских печатях Херсонской фемы // Записки Имп. Рус. археол. общ. Новая серия. — Т. II. — СПб., 1887;
- О монете Константина Мономаха, с изображением Влахернской Божией Матери // Записки Имп. Рус. археол. общ. Новая серия. — Т. III. — СПб., 1888;
- Клад куфических и западноевропейских монет, заключавший в себе обломок монеты Владимира Святого // Записки Имп. Рус. археол. общ. Новая серия. — Т. III. — СПб., 1888;
- О русских амулетах, называемых змеевиками // Записки Имп. Рус. археол. общ. Новая серия. — Т. III. — СПб., 1888;
- Новая книга о Китае и китайцах // Вестн. Европы. — дек. 1888;
- Поддельные ассирийские древности // Записки Вост. отдел. Имп. Рус. арх. общ. — Т. IV. — 1889. — СПб., 1890;
- Три клада русских денег XV-го и начала ΧVI в. // Записки Имп. Рус. арх. общ. Новая серия. — Т. IV. — СПб., 1890;
- О древнейших русских монетах Χ и XI в. // Записки Имп. Рус. арх. общ. Новая серия. — Т. VI. — СПб., 1893.

Вместе с профессором Никодимом Кондаковым Толстой предпринял издание «Русские древности в памятниках искусства» (шесть выпусков, СПб., 1889—1899). Три первых выпуска этого издания переведены на французский язык под заглавием «Antiquités de la Russie Méridionale, par le prof. N. Kondakof, le comte J. Tolstoi et S. Reinach» (Париж, 1891).
- Д. А. Ровинский — любитель и знаток гравировального искусства : Речь гр. И. И. Толстого. — СПб.: тип. Имп. Акад. наук, 1896.
- Деньги великого князя Дмитрия Ивановича Донского. — СПб.: тип. Имп. Акад. наук, 1910. — 17 с.
- О пятаках Екатерины II с королевской короной. — СПб.: тип. Имп. Акад. наук, 1910.
- Монеты великого князя Василия Дмитриевича. 1389—1452 г. — СПб.: тип. Б. М. Вольфа, 1911.
- Византийские монеты (СПб., 1912—1914. Вып. 1—9), незавершённое издание.

### Сочинение об образовании в России
- Заметки о народном образовании в России — СПб.: тип. т-ва М. О. Вольф, 1907.

### Книги, связанные с еврейским вопросом в России
- Факты и мысли. Еврейский вопрос в России. — СПб.: тип. т-ва «Обществ. польза», 1907 (совместно с Юлием Гессеном).
- Антисемитизм в России и другие статьи по еврейскому вопросу / предисл. К. К. Арсеньева; Рус. о-во изучения евр. жизни. — Петроград, 1917.

### Мемуары и дневник
- Воспоминания министра народного просвещения графа И. И. Толстого, 31 окт. 1905 г. — 24 апр. 1906 г. / Сост. Л. И. Толстая. — М.: Греко-латин. каб. Ю. А. Шичалина, 1997. — 333 с.
- Дневник / Составитель Б. В. Ананьич. В 2 томах. — СПб.: Лики России, 2010. — 1632 с.

## Награды
- Орден Святого Станислава 1-й степени (01.04.1901)
- Орден Святой Анны 1-й степени (28.03.1904)
- Орден Святого Владимира 2-й степени (23.05.1909)
- Орден Белого орла (14.07.1915)

Иностранные:
- Шведский орден Полярной звезды, командор 1-го класса (1897)
- Баварский орден Святого Михаила 2-го класса со звездой (1898)
- Итальянский орден Короны, командорский крест (1900)
- Французский орден Почётного легиона, большой офицерский крест (1914)

## Сочинения
- Толстой И. И. Византийские монеты. Вып. 1—9. — СПб., 1912—1914.
- Толстой И. И. Древнейшие русские монеты великого княжества Киевского. Нумизматический опыт графа Ив. Ив. Толстого. — СПб.: Типография Императорской Академии наук, 1882. — 272 с.
- Толстой И. И. Русская допетровская нумизматика. Выпуск первый. Монеты Великого Новгорода. — СПб.: Типография Императорской Академии наук, 1884. — 148 с.
- Толстой И. И. Русская допетровская нумизматика. Выпуск второй. Монеты Псковские. — СПб.: Типография Императорской Академии наук, 1886. — 138 с.